# Viewat.org
viewat.org es un espacio web virtual donde cualquiera puede aportar sus trabajos fotográficos, en formato panorámico, y relacionarlos con el lugar donde fueron tomados mediante Google Maps. La web posee una comunidad de fotógrafos repartidos por todo el mundo. 
Las panorámicas que se muestran en viewAt.org pueden generarse en formato esférico completo o cilíndrico. El visor que genera la interactividad y el movimiento es una aplicación llamada FlashPanoramas que usa el visor Shockwave Flash.
La página web, además, permite exportar los puntos de las panorámicos generados sobre el mapa a otros soportes digitales como Google Earth. Además, otras páginas web pueden embeber las panorámicas mediante un código JavaScript. Estas webs también pueden generar mapas e insertar los puntos panorámicos mediante otra función creada a tal efecto.
Hasta el momento, la mayoría de lugares que presentan imágenes panorámicas, lo hacen usando el fantástico motor de QuickTime. Ello no sería mayor problema si no fuera por el hecho de que muchísimos navegantes no tienen instalado este visor.

## Derechos de las panorámicas
Las panorámicas publicadas en viewAt.org son propiedad de sus autores y pueden ser embebidas en otros sitios web si el autor lo permite. el resto de contenidos generales de viewAt.org pueden ser mostrados bajo licencia Creative Commonds: to Share / Attribution / No Derivative Works.